# Party Line
Party Line est un jeu vidéo développé mais non édité par Mattel Electronics en 1983, sorti seulement en 2021 sous le label Blue Sky Rangers sur la console Intellivision.

## Développement
En novembre 1982, le succès du Trivial Pursuit pousse Bill Fisher, Keith Robinson et Andy Sells à réfléchir à l'aspect convivial de ce genre de jeu à plusieurs joueurs. Ils en viennent à imaginer une série de jeux simples, conçus pour être joués en équipe lors d'une fête, caractérisés par graphismes colorés accompagnés d'une musique entrainante et continue, anticipant ainsi le genre des party games. Après plusieurs semaines de travail, Fisher et Sells présentent le prototype d'un jeu assez complet, Gang Bang, ainsi que le scénario de cinq autres titres pouvant constituer la nouvelle gamme Party Line.
L'idée est validée par la direction de Mattel, avec la condition que les six titres soient réunis sur une unique « cartouche album », terme utilisé à cette époque pour désigner les compilations. Ainsi naissent Gang Bang (rebaptisé Blow Out), Hard Hat, High Dive, Party Animals, Punch Line et Space Cadet.
À ce stade, Blow Out est presque finalisé par Fisher, Robinson et Sells. Julie Hoshizaki se voit confier Space Cadet, tandis que Grahame Matthews de la nouvelle équipe de Mattel Electronics France prend en charge Hard Hat. Monique Lujan-Bakerink est chargée des graphismes de l'écran titre. Le résultat est présenté au Consumer Electronic Show de Las Vegas en janvier 1984, où il connait un succès retentissant. Cependant, Mattel Electronics ferme ses portes quelques jours plus tard.
Le jeu demeure en l'état dans les cartons d'INTV lorsque la société reprend le stock de Mattel Electronics. Plus tard, Intellivision Productions permet l'intégration des prototypes de Blow Out, Hard Hat et Space Cadet sur la console Intellivision Flashback en 2014, bien qu'aucune sortie physique sur cartouche ne soit envisagée. Cela incite le groupe Intellivision Revolution, spécialisé dans les jeux homebrews, à éditer en 2016 deux cartouches Hard Hat et Space Cadet à partir des prototypes, mais sans approbation officielle.
Il faut attendre 2021 pour que la nouvelle société, Blue Sky Rangers, succèdant à Intellivision Productions, publie le titre tel qu'il avait été présenté lors du CES 1984.

## Système de jeu
Party Line est une compilation de 3 jeux :

### Blow Out
Les joueurs contrôlent des personnages évoluant en patins à roulettes sur une plateforme en haut de l'écran, et doivent lancer des fléchettes sur des ballons.

### Hard Hat
Deux équipes de joueurs construisent un gratte-ciel de leur côté de l'écran. Les joueurs doivent saisir des matériaux de construction empilés sur la plateforme d'une grue centrale en évitant les accidents. La première équipe à achever son bâtiment gagne.

### Space Cadet
Les joueurs contrôlent la soucoupe volante de deux extra-terrestres loufoques dans une sortie de derby de démolition de l'espace.